# Phyllodoce pellucida
Phyllodoce pellucida är en ringmaskart som beskrevs av Jean Louis Armand de Quatrefages de Bréau 1844. Phyllodoce pellucida ingår i släktet Phyllodoce och familjen Phyllodocidae. Inga underarter finns listade i Catalogue of Life.